# Riccardo Bocchini
Riccardo Bocchini (Roma, 11 marzo 1958) è uno scenografo e architetto italiano.

## Biografia
Attivo in particolar modo come scenografo televisivo, i suoi primi lavori risalgono alla fine degli anni ottanta. Negli anni novanta ha realizzato la scenografia del varietà pomeridiano di Gianni Boncompagni Non è la RAI.
Nella sua carriera da scenografo televisivo realizza le scenografie per Affari tuoi, Soliti ignoti, I migliori anni, Tale e quale show, Sogno e son desto, Si può fare!, Stasera casa Mika, La Corrida, I Premi David di Donatello, Rischiatutto, L'Eredità, Gigi D'Alessio dal Radio City Music Hall di New York, Top Dieci, L'Anno che Verrà, The Band, Telethon, speciale Unicef.
Tra le scenografie per ragazzi emergono, L'Albero Azzurro e Disney Club.
Tra i sui lavori troviamo anche la scenografia per gli studi di Radio Kiss Kiss a Napoli nel 2019/2020
Realizza le scenografie del Festival di Sanremo nel 2015, 2016, 2017 e 2025, condotto da Carlo Conti.
Oltre che scenografo è anche Art Direction di alcuni eventi a Roma, tra questi troviamo: 
Grafica ed Ologrammi per la Cerimonia finale dei Mondiali di Nuoto 2009, Roma 
Grafica 3D per l’evento di Video Mapping Freedom from Racism,  facciata Castel Sant’Angelo, Roma 
Grafica 3D per l’evento di Video Mapping  Fratelli Tutti enciclica del Santo Padre, facciata Colosseo ed Arco di Costantino,  Roma 
Grafica per l’evento di Video Mapping per la Presidenza del Consiglio dei Ministri sulla Legalitá facciata Acquario Romano, Roma
Grafica per l’evento di Video Mapping manifestazione Acquaria per l’Ordine degli Architetti di Roma facciata Acquario Romano, Roma

Tra i suoi lavori di Architettura:
Case e appartamenti: Progettazione esecutiva e realizzazione n.60 appartamenti e n. 10 ville (Italia, USA)
- Villa a Bel Air, Los Angeles (progettazione e movie)
- Villa a Beverly Hills, Los Angeles (progettazione e movie)
Bioarchitettura: Progettazione e realizzazione di recupero di abitazioni rurali industriali, Italia
Studi di fattibilitá e realizzazioni: Studio di fattibilità per Ville e complessi abitativi modello Klima Haus, Italia
Progetto e studio fattibilitá Palais multifunzionale Trenord,  Milano
Ristoranti e Catena Fast Food: Progettazione, realizzazione e concept (Italia, USA)
Fiere Italiane ed Internazionali: Progettazione e realizzazione di stands (Italia, Europa)
Teatri: Progetto e Studio di Fattibilità Teatro La Versiliana, Comune di Pietrasanta
Discoteche: Progettazione e realizzazione (Italia).
Illuminotecnica Architetturale: Progettazione e Studio di Fattibilità  per illuminazione architetturale Palazzo degli Avvocati Tirana
Eventi: CONI-Internazionali BNL Italia Tennis Tennis 
Ford, Lamborghini Usa , Fise, Ambasciata Italiana Belize Parigi, Empals, Enel, Angelica, Onyx,

## Didattica
Coordinamento didattico e attività di docenza in Istituzioni formative con giovani orientate al DesignMultimediale o alla Scenografia Televisiva e Multimediale ISIA di Pescara (dal 2013 al 2016).
Centro Sperimentale di Cinematografia di Roma (dal 2017 al 2019).
Accademia di Belle Arti di Roma (2015/2016).
Big Rock ComputerGraphic RoncadeTV (2019)
Seminario di aggiornamento formativo per architetti, presso la sede dell’Ordine degli Architetti di Roma, Acquario Romano (L’ARCHITETTURA DELL’EFFIMERO ATTRAVERSO LA SCENOGRAFIA TELEVISIVA DI RICCARDOBOCCHINIARCHITETTO 2017).
Web conference sulla Scenografia Multimediale e Televisiva Ordine degli Architetti Roma (2023).

## Pubblicazioni
"L’effimero e le trasparenze oniriche e tecnologiche nella scenografia televisiva, SET DESIGN XXI". Manuale di RICCARDOBOCCHINIARCHITETTO, ed. BOCSTUDIO, Roma. 